# Den stora klassfesten
Den stora klassfesten var ett tävlingsprogram i TV3 som sändes 1998 och 1999. Programledare var Kattis Ahlström.
Programmet gick ut på att två kändisar tävlade mot varandra tillsammans med sina gamla skolklasser.
Deltagare i andra säsongen var:
- Robert Aschberg och Anna-Lena Brundin.
- Siewert Öholm och Ingvar Oldsberg.
- Kjell Bergqvist och Claes af Geijerstam.
- Jean-Pierre Barda och Camilla Henemark.
- Erica Johansson och Therese Alshammar.